# 테게아

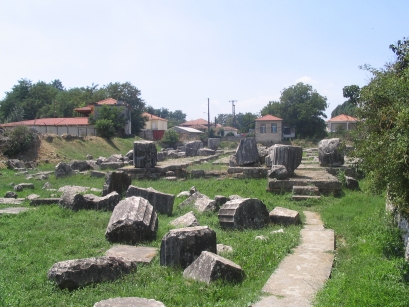
테게아의 아테나 알레아 신전

테게아(Tegea, Τεγέα)는 고대 그리스 남부의 고대 아르카디아의 정착지였으며, 현재는 그리스 펠로폰네소스 주의 아르카디아 현에 위치한 지역이다. 2011년 이후 지방 정부법 개정으로 트리폴리의 일부가 되었다. 면적은 118.350 km2, 그 위치에는 스타디오 마을이 자리해 있다. 테게아를 설립한 이는 리카온의 아들 테게아테스이다.

## 역사
고대의 테게아는 고대 그리스의 종교 중심지였으며, 아테나 알레아 신전이 있었다.